# Liga Uruguaya de Básquetbol 2016-17
La XIV Liga Uruguaya de Básquetbol 2016-17,  torneo de primera división del básquetbol uruguayo organizado por la FUBB. El certamen comenzó el 26 de septiembre con el clásico entre Aguada y Goes.
El último partido de la final se disputó el 2 de junio de 2017 y allí Hebraica y Macabi venció a Aguada y se proclamó campeón por tercera vez en su historia.

## Equipos participantes

### Ascensos y descensos
| Club           | Ascendido por                  |
| -------------- | ------------------------------ |
| Cordón         | Campeón del Metropolitano 2015 |
| Unión Atlética | Ganador del segundo ascenso    |
| Sayago         | Ganador del tercer ascenso     |

| Club     | Descendido por   |
| -------- | ---------------- |
| Bohemios | 12.° LUB 2015-16 |
| Atenas   | 13.° LUB 2015-16 |
| Tabaré   | 14.° LUB 2015-16 |

### Clubes
| Club                  | Ciudad     | Barrio         | Entrenador           | 2015-16              |
| --------------------- | ---------- | -------------- | -------------------- | -------------------- |
| Aguada                | Montevideo | La Aguada      | Fernando Cabrera     | reclasificación      |
| Biguá                 | Montevideo | Villa Biarritz | Edgardo Kogan        | cuartos de final     |
| Cordón                | Montevideo | Cordón         | Mathías Nieto        | Torneo metropolitano |
| Defensor Sporting     | Montevideo | Parque Rodó    | Gerardo Jauri        | Subcampeón           |
| Goes                  | Montevideo | Goes           | Álvaro Ponce         | cuartos de final     |
| Hebraica y Macabi     | Montevideo | Ciudad Vieja   | Leonardo Zylberstein | Campeón              |
| Larre Borges          | Montevideo | Unión          | Daniel Lovera        | reclasificación      |
| Malvín                | Montevideo | Malvín         | Pablo López          | semifinales          |
| Olimpia               | Montevideo | Colón          | Miguel Volcán        | reclasificación      |
| Sayago                | Montevideo | Sayago         | Horacio Perdomo      | Torneo metropolitano |
| Trouville             | Montevideo | Pocitos        | Álvaro Tito          | semifinales          |
| Unión Atlética        | Montevideo | Malvín Nuevo   | Rodrigo Riera        | Torneo metropolitano |
| Urunday Universitario | Montevideo | Prado          | Héctor Da Prá        | cuartos de final     |
| Welcome               | Montevideo | Parque Rodó    | Javier Espíndola     | cuartos de final     |

## Modo de disputa
La Liga Uruguaya está dividida en cinco etapas, el torneo clasificatorio, el torneo reclasificatorio, la Súper liga, el descenso y los play-offs.
Torneo clasificatorio
Con el nombre Mario Hopenhaym, el torneo clasificatorio es la primera fase de la Liga Uruguaya. Todos los equipos se enfrentan entre sí una vez y además tienen una fecha extra, o fecha de lanzamiento, de partidos, disputando así catorce encuentros.
Por cada partido ganado se entregan dos puntos, por cada encuentro perdido uno. Todos los puntos de esta fase se arrastran para la siguiente salvo los obtenidos en la fecha de lanzamiento. Los ocho mejores equipos avanzan a la Super liga, los demás al torneo reclasificatorio.
Super liga
Llamada 85 años del Club Urunday Universitario y 90 años del Club A. Welcome, es disputada por los mejores ocho equipos del torneo clasificatorio. Los ocho equipos se enfrentan todos contra todos dos veces y arrastran la mitad de puntos de la fase anterior. Los cinco mejores equipos acceden a los play offs, los tres peores a la reclasificación.
Nuevamente, por cada partido ganado se entregan dos puntos, por cada encuentro perdido uno.
Descenso
Los seis peores equipos de la fase clasificatoria disputan un torneo entre ellos a tres ruedas todos contra todos. Por cada partido ganado se entregan dos puntos, por cada encuentro perdido uno, y los tres peores ubicados descienden de categoría, mientras que los tres mejores clasificados avanzan al reclasificatorio.
Torneo reclasificatorio
Llamado Víctor Hugo Berardi, lo disputan los tres peores de la súper liga y los tres mejores del descenso. Se juega una eliminatoria al mejor de cinco y los equipos que vienen de la súper liga tienen ventaja de 1 a 0 en la serie y ventaja de localía.
Play offs
Los play offs de la Liga comienzan en cuartos de final. Se enfrentan al mejor de cinco partidos los tres clasificados del reclasificatorio y los cinco clasificados de la súper liga, con ventaja de localía para los cuatro mejores de la súper liga.
Los ganadores de las llaves avanzan a las semifinales, nuevamente al mejor de cinco partidos y los ganadores avanzan a la final, la cual se disputa al mejor de siete encuentros.

## Torneo clasificatorio
| Pos  | Equipo                | PJ | PG | PP | Pts |
| ---- | --------------------- | -- | -- | -- | --- |
| 1.º  | Aguada                | 14 | 11 | 3  | 25  |
| 2.º  | Malvín                | 14 | 10 | 4  | 24  |
| 3.º  | Larre Borges          | 14 | 9  | 5  | 23  |
| 4.º  | Defensor Sporting     | 14 | 8  | 6  | 22  |
| 5.º  | Hebraica y Macabi     | 14 | 8  | 6  | 22  |
| 6.º  | Trouville             | 14 | 8  | 6  | 22  |
| 7.º  | Biguá                 | 14 | 8  | 6  | 22  |
| 8.º  | Urunday Universitario | 14 | 8  | 6  | 22  |
| 9.º  | Goes                  | 14 | 7  | 7  | 21  |
| 10.º | Welcome 1             | 14 | 7  | 7  | 19  |
| 11.º | Olimpia               | 14 | 4  | 10 | 18  |
| 12.º | Sayago                | 14 | 5  | 9  | 17  |
| 13.º | Unión Atlética 1      | 14 | 4  | 10 | 16  |
| 14.º | Cordón                | 14 | 1  | 13 | 15  |

|  | Equipos clasificados a la Súper Liga  |
|  | Equipos clasificados a la permanencia |

1: Se le descontaron dos puntos.
| Fecha 1, fecha de lanzamiento | Fecha 1, fecha de lanzamiento | Fecha 1, fecha de lanzamiento | Fecha 1, fecha de lanzamiento | Fecha 1, fecha de lanzamiento | Fecha 1, fecha de lanzamiento |
| Local                         | Resultado                     | Visitante                     | Estadio                       | Fecha                         | Hora                          |
| ----------------------------- | ----------------------------- | ----------------------------- | ----------------------------- | ----------------------------- | ----------------------------- |
| Goes                          | 52 - 67                       | Aguada                        | Palacio Peñarol               | 26 de septiembre              | 20:15                         |
| Larre Borges                  | 50 - 70                       | Urunday Universitario         | Welcome                       | 27 de septiembre              | 20:15                         |
| Trouville                     | 91 - 80                       | Defensor Sporting             | Trouville                     | 28 de septiembre              | 20:15                         |
| Sayago                        | 90 - 74                       | Olimpia                       | Sayago                        | 29 de septiembre              | 20:15                         |
| Malvín                        | 71 - 60                       | Unión Atlética                | Palacio Peñarol               | 30 de septiembre              | 20:15                         |
| Welcome                       | 64 - 61                       | Cordón                        | Tacuarembó                    | 1 de octubre                  | 20:15                         |
| Biguá                         | 91 - 83                       | Hebraica y Macabi             | Biguá                         | 10 de octubre                 | 20:15                         |

| Fecha 2      | Fecha 2   | Fecha 2               | Fecha 2      | Fecha 2       | Fecha 2 |
| Local        | Resultado | Visitante             | Estadio      | Fecha         | Hora    |
| ------------ | --------- | --------------------- | ------------ | ------------- | ------- |
| Malvín       | 81 - 75   | Olimpia               | Malvín       | 3 de octubre  | 21:15   |
| Sayago       | 84 - 74   | Unión Atlética        | Sayago       | 3 de octubre  | 21:15   |
| Cordón       | 69 - 77   | Biguá                 | Córdón       | 4 de octubre  | 20:15   |
| Goes         | 62 - 64   | Urunday Universitario | Goes         | 4 de octubre  | 21:15   |
| Welcome      | 69 - 85   | Defensor Sporting     | Larre Borges | 4 de octubre  | 21:15   |
| Larre Borges | 86 - 67   | Hebraica y Macabi     | Welcome      | 4 de octubre  | 21:15   |
| Aguada       | 76 - 59   | Trouville             | Aguada       | 21 de octubre | 20:15   |

| Fecha 3               | Fecha 3   | Fecha 3      | Fecha 3          | Fecha 3       | Fecha 3 |
| Local                 | Resultado | Visitante    | Estadio          | Fecha         | Hora    |
| --------------------- | --------- | ------------ | ---------------- | ------------- | ------- |
| Unión Atlética        | 58 - 103  | Malvín       | Palacio Peñarol  | 7 de octubre  | 20:15   |
| Biguá                 | 87 - 81   | Aguada       | Biguá            | 7 de octubre  | 21:15   |
| Olimpia               | 75 - 76   | Larre Borges | Olimpia          | 8 de octubre  | 21:15   |
| Urunday Universitario | 71 - 75   | Welcome      | U. Universitario | 10 de octubre | 21:15   |
| Trouville             | 85 - 87   | Sayago       | Trouville        | 11 de octubre | 21:15   |
| Defensor Sporting     | 20 - 0    | Cordón       | Bohemios         | 11 de octubre | 21:15   |
| Hebraica y Macabi     | 81 - 66   | Goes         | Tabare           | 17 de octubre | 21:15   |

| Fecha 4      | Fecha 4   | Fecha 4               | Fecha 4      | Fecha 4       | Fecha 4 |
| Local        | Resultado | Visitante             | Estadio      | Fecha         | Hora    |
| ------------ | --------- | --------------------- | ------------ | ------------- | ------- |
| Goes         | 86 - 49   | Olimpia               | Goes         | 13 de octubre | 21:15   |
| Welcome      | 61 - 75   | Hebraica y Macabi     | Welcome      | 13 de octubre | 21:15   |
| Aguada       | 89 - 75   | Defensor Sporting     | Aguada       | 14 de octubre | 20:15   |
| Biguá        | 67 - 68   | Trouville             | Biguá        | 14 de octubre | 21:15   |
| Larre Borges | 70 - 73   | Unión Atlética        | Larre Borges | 14 de octubre | 21:15   |
| Cordón       | 68 - 73   | Urunday Universitario | Cordón       | 15 de octubre | 21:15   |
| Malvín       | 79 - 67   | Sayago                | Malvín       | 15 de octubre | 21:15   |

| Fecha 5               | Fecha 5   | Fecha 5      | Fecha 5          | Fecha 5        | Fecha 5 |
| Local                 | Resultado | Visitante    | Estadio          | Fecha          | Hora    |
| --------------------- | --------- | ------------ | ---------------- | -------------- | ------- |
| Olimpia               | 76 - 89   | Welcome      | Olimpia          | 17 de octubre  | 21:15   |
| Trouville             | 89 - 72   | Malvín       | Trouville        | 18 de octubre  | 21:15   |
| Urunday Universitario | 71 - 58   | Aguada       | U. Universitario | 18 de octubre  | 21:15   |
| Sayago                | 76 - 86   | Larre Borges | Sayago           | 20 de octubre  | 21:15   |
| Hebraica y Macabi     | 101 - 58  | Cordón       | Tabare           | 20 de octubre  | 21:15   |
| Defensor Sporting     | 73 - 64   | Biguá        | Bohemios         | 21 de octubre  | 21:15   |
| Unión Atlética        | 89 - 96   | Goes         | U. Atlética      | 7 de noviembre | 21:15   |

| Fecha 6           | Fecha 6   | Fecha 6               | Fecha 6      | Fecha 6       | Fecha 6 |
| Local             | Resultado | Visitante             | Estadio      | Fecha         | Hora    |
| ----------------- | --------- | --------------------- | ------------ | ------------- | ------- |
| Biguá             | 90 - 81   | Urunday Universitario | Biguá        | 24 de octubre | 21:15   |
| Cordón            | 90 - 71   | Olimpia               | Cordón       | 24 de octubre | 21:15   |
| Larre Borges      | 78 - 67   | Malvín                | Larre Borges | 24 de octubre | 21:15   |
| Aguada            | 98 - 87   | Hebraica y Macabi     | Aguada       | 25 de octubre | 20:15   |
| Defensor Sporting | 60 - 79   | Trouville             | Bohemios     | 25 de octubre | 21:15   |
| Goes              | 65 - 70   | Sayago                | Goes         | 25 de octubre | 21:15   |
| Welcome           | 81 - 70   | Unión Atlética        | Welcome      | 26 de octubre | 21:14   |

| Fecha 7               | Fecha 7   | Fecha 7           | Fecha 7          | Fecha 7         | Fecha 7 |
| Local                 | Resultado | Visitante         | Estadio          | Fecha           | Hora    |
| --------------------- | --------- | ----------------- | ---------------- | --------------- | ------- |
| Malvín                | 71 - 68   | Goes              | Malvín           | 28 de octubre   | 20:15   |
| Olimpia               | 88 - 91   | Aguada            | Olimpia          | 28 de octubre   | 21:15   |
| Hebraica y Macabi     | 81 - 75   | Biguá             | Tabaré           | 28 de octubre   | 21:15   |
| Urunday Universitario | 71 - 88   | Defensor Sporting | U. Universitario | 29 de octubre   | 21:15   |
| Unión Atlética        | 62 - 56   | Cordón            | Unión Atlética   | 31 de octubre   | 21:15   |
| Trouville             | 86 - 87   | Larre Borges      | Trouville        | 4 de noviembre  | 21:15   |
| Sayago                | 87 - 89   | Welcome           | Sayago           | 22 de noviembre | 21:15   |

| Fecha 8           | Fecha 8   | Fecha 8               | Fecha 8   | Fecha 8         | Fecha 8 |
| Local             | Resultado | Visitante             | Estadio   | Fecha           | Hora    |
| ----------------- | --------- | --------------------- | --------- | --------------- | ------- |
| Biguá             | 61 - 70   | Olimpia               | Biguá     | 31 de octubre   | 21:15   |
| Goes              | 74 - 68   | Larre Borges          | Goes      | 31 de octubre   | 21:15   |
| Defensor Sporting | 78 - 67   | Hebraica y Macabi     | Bohemios  | 2 de noviembre  | 21:15   |
| Aguada            | 80 - 67   | Unión Atlética        | Aguada    | 3 de noviembre  | 21:15   |
| Welcome           | 63 - 87   | Malvín                | Welcome   | 4 de noviembre  | 20:15   |
| Cordón            | 76 - 81   | Sayago                | Cordón    | 4 de noviembre  | 21:15   |
| Trouville         | 69 - 82   | Urunday Universitario | Trouville | 22 de noviembre | 20:15   |

| Fecha 9           | Fecha 9   | Fecha 9               | Fecha 9        | Fecha 9         | Fecha 9 |
| Local             | Resultado | Visitante             | Estadio        | Fecha           | Hora    |
| ----------------- | --------- | --------------------- | -------------- | --------------- | ------- |
| Goes              | 81 - 72   | Trouville             | Goes           | 11 de noviembre | 21:15   |
| Larre Borges      | 77 - 72   | Welcome               | Larre Boorges  | 11 de noviembre | 21:15   |
| Malvín            | 87 - 73   | Cordón                | Malvín         | 11 de noviembre | 21:15   |
| Olimpia           | 76 - 60   | Defensor Sporting     | Olimpia        | 12 de noviembre | 21:15   |
| Sayago            | 74 - 77   | Aguada                | Sayago         | 14 de noviembre | 21:15   |
| Hebraica y Macabi | 85 - 79   | Urunday Universitario | Tabare         | 14 de noviembre | 21:15   |
| Unión Atlética    | 0 - 20    | Biguá                 | Unión Atlética |                 |         |

| Fecha 10              | Fecha 10  | Fecha 10          | Fecha 10         | Fecha 10        | Fecha 10 |
| Local                 | Resultado | Visitante         | Estadio          | Fecha           | Hora     |
| --------------------- | --------- | ----------------- | ---------------- | --------------- | -------- |
| Biguá                 | 96 - 79   | Sayago            | Biguá            | 16 de noviembre | 21:15    |
| Welcome               | 66 - 73   | Goes              | Welcome          | 16 de noviembre | 21:15    |
| Defensor Sporting     | 97 - 72   | Unión Atlética    | Bohemios         | 17 de noviembre | 21:15    |
| Urunday Universitario | 96 - 86   | Olimpia           | U. Universitario | 17 de noviembre | 21:15    |
| Aguada                | 93 - 77   | Malvín            | Aguada           | 18 de noviembre | 21:15    |
| Cordón                | 68 - 111  | Larre Borges      | Cordón           | 18 de noviembre | 21:15    |
| Trouville             | 86 - 75   | Hebraica y Macabi | Trouville        | 18 de noviembre | 21:15    |

| Fecha 11       | Fecha 11  | Fecha 11              | Fecha 11       | Fecha 11        | Fecha 11 |
| Local          | Resultado | Visitante             | Estadio        | Fecha           | Hora     |
| -------------- | --------- | --------------------- | -------------- | --------------- | -------- |
| Olimpia        | 83 - 95   | Hebraica y Macabi     | Olimpia        | 22 de noviembre | 21:15    |
| Larre Borges   | 79 - 71   | Aguada                | Larre Borges   | 23 de noviembre | 21:15    |
| Goes           | 78 - 65   | Cordón                | Goes           | 24 de noviembre | 21:15    |
| Malvín         | 74 - 66   | Biguá                 | Malvín         | 24 de noviembre | 21:15    |
| Sayago         | 88 - 110  | Defensor Sporting     | Sayago         | 25 de noviembre | 20:15    |
| Unión Atlética | 77 - 73   | Urunday Universitario | Unión Atlética | 25 de noviembre | 21:15    |
| Welcome        | 84 - 81   | Trouville             | Welcome        | 25 de noviembre | 21:15    |

| Fecha 12              | Fecha 12  | Fecha 12       | Fecha 12         | Fecha 12        | Fecha 12 |
| Local                 | Resultado | Visitante      | Estadio          | Fecha           | Hora     |
| --------------------- | --------- | -------------- | ---------------- | --------------- | -------- |
| Aguada                | 85 - 71   | Goes           | Palacio Peñarol  | 28 de noviembre | 20:15    |
| Biguá                 | 83 - 78   | Larre Borges   | Biguá            | 28 de noviembre | 20:30    |
| Defensor Sporting     | 73 - 79   | Malvín         | Bohemios         | 28 de noviembre | 20:30    |
| Urunday Universitario | 93 - 73   | Sayago         | U. Universitario | 28 de noviembre | 20:30    |
| Cordón                | 76 - 85   | Welcome        | Cordón           | 29 de noviembre | 20:30    |
| Hebraica y Macabi     | 100 - 101 | Unión Atlética | Tabaré           | 29 de noviembre | 20:30    |
| Trouville             | 76 - 68   | Olimpia        | Trouville        | 29 de noviembre | 20:30    |

| Fecha 13       | Fecha 13  | Fecha 13              | Fecha 13       | Fecha 13       | Fecha 13 |
| Local          | Resultado | Visitante             | Estadio        | Fecha          | Hora     |
| -------------- | --------- | --------------------- | -------------- | -------------- | -------- |
| Unión Atlética | 74 - 84   | Olimpia               | Unión Atlética | 4 de diciembre | 20:30    |
| Goes           | 76 - 60   | Biguá                 | Goes           | 5 de diciembre | 20:30    |
| Cordón         | 75 - 77   | Trouville             | Cordón         | 5 de diciembre | 20:30    |
| Larre Borges   | 103 - 101 | Defensor Sporting     | Larre Borges   | 5 de diciembre | 20:30    |
| Malvín         | 80 - 69   | Urunday Universitario | Malvín         | 5 de diciembre | 20:30    |
| Sayago         | 0 - 20    | Hebraica y Macabi     | Sayago         | 5 de diciembre | 20:30    |
| Welcome        | 0 - 20    | Aguada                | Welcome        | 5 de diciembre | 20:30    |

| Partido de las estrellas |
| ------------------------ |

| Fecha 14              | Fecha 14  | Fecha 14       | Fecha 14         | Fecha 14        | Fecha 14 |
| Local                 | Resultado | Visitante      | Estadio          | Fecha           | Hora     |
| --------------------- | --------- | -------------- | ---------------- | --------------- | -------- |
| Olimpia               | 82 - 70   | Sayago         | Olimpia          | 16 de diciembre | 20:15    |
| Aguada                | 90 - 69   | Cordón         | Aguada           | 17 de diciembre | 19:00    |
| Biguá                 | 85 - 55   | Welcome        | Biguá            | 19 de diciembre | 20:15    |
| Defensor Sporting     | 81 - 72   | Goes           | Bohemios         | 19 de diciembre | 20:15    |
| Hebraica y Macabi     | 92 - 82   | Malvín         | Tabaré           | 19 de diciembre | 20:15    |
| Trouville             | 99 - 90   | Unión Atlética | Trouville        | 19 de diciembre | 20:15    |
| Urunday Universitario | 86 - 72   | Larre Borges   | U. Universitario | 19 de diciembre | 20:15    |

## Partido de las estrellas
El «Partido de las estrellas» es el evento que reúne a los mejores jugadores y entrenadores de la temporada. Esta edición se disputó en el «Estadio 8 de Junio» de Paysandú.
Equipos:
| Equipo azul - Juan Santiso (Malvín) - Mateo Dogliotti (Sayago) - Diego García (Aguada) - Nicolás Mazzarino (Malvín) - Emilio Taboada (Urunday Universitario) - Santiago Moglia (Welcome) - Shaquille Johnson (Urunday Universitario) - Kyle Lamonte (Olimpia) - Omar Cantón (Unión Atlética) - Hatila Passos (Malvín) - Juan Gurrero (Cordón) - Gonzalo Iglesias (Aguada) - Rodney Alexander (Olimpia) DT: Fernando Cabrera (Aguada) y Pablo López (Malvín) | Equipo blanco - Luciano Parodi (Hebraica y Macabi) - Pierino Rush (Hebraica y Macabi) - Marcos Marotta (Larre Borges) - Joaquín Osimani (Biguá) - Andrés Dotti (Larre Borges) - Anthony Danridge (Sayago) - Anthony Young (Larre Borges) - Federico Haller (Defensor Sporting) - Demian Álvarez (Aguada) - Albert Jackson (Larre Borges) - Ricardo Glenn (Biguá) - Calvin Warner (Goes) - Nicolás Borsellino (Biguá) DT: Daniel Lovera (Larrre Borges) y Edgardo Kogan (Biguá) |

| 10 de diciembre, 20:00 Partido de las estrellas | Equipo azul                                                      | 119–115              | Equipo blanco                                                                                 | Paysandú                                                                                        |  |
|                                                 | Parciales: 37 - 32, 22 - 27, 22 - 26, 38 - 30                    |                      |                                                                                               |                                                                                                 |  |
|                                                 | Estadísticas Rodney Alexander 25 Emilio Taboada 7 Diego García 8 | Reporte Pts Reb Asts | Estadísticas 19 Anthony Young 9 Ricardo Glenn y Juan Guerrero 5 Demian Álvarez y Pierino Rush | Pabellón: Estadio 8 de Junio Árbitros: * Richard Pereira * Gonzalo Salgueiro * Gerardo Tagliani |  |

## Segunda ronda

### Superliga
| Pos | Equipo                | Arr  | PJ | PG | PP | Pts  |
| --- | --------------------- | ---- | -- | -- | -- | ---- |
| 1.º | Hebraica y Macabi     | 10,5 | 14 | 10 | 4  | 34,5 |
| 2.º | Urunday Universitario | 10,0 | 14 | 10 | 4  | 34,0 |
| 3.º | Aguada                | 11,5 | 14 | 8  | 6  | 33,5 |
| 4.º | Malvín                | 11,0 | 14 | 7  | 7  | 32,0 |
| 5.º | Biguá                 | 10,0 | 14 | 7  | 7  | 31,0 |
| 6.º | Larre Borges          | 11,0 | 14 | 6  | 8  | 31,0 |
| 7.º | Defensor Sporting     | 11,5 | 14 | 6  | 8  | 30,5 |
| 8.º | Trouville             | 9,0  | 14 | 2  | 12 | 26,0 |

|  | Equipos en cursiva clasificados al Súper 4 y a play-offs. |
|  | Debieron disputar un partido por el quinto puesto.        |
|  | Equipos clasificados al Reclasificatorio.                 |

| Fecha 1           | Fecha 1   | Fecha 1               | Fecha 1      | Fecha 1         | Fecha 1 |
| Local             | Resultado | Visitante             | Estadio      | Fecha           | Hora    |
| ----------------- | --------- | --------------------- | ------------ | --------------- | ------- |
| Defensor Sporting | 72 - 71   | Trouville             | Bohemios     | 22 de diciembre | 20:15   |
| Aguada            | 75 - 73   | Urunday Universitario | Aguada       | 22 de diciembre | 20:30   |
| Larre Borges      | 72 - 87   | Biguá                 | Larre Borges | 22 de diciembre | 20:30   |
| Hebraica y Macabi | 87 - 66   | Malvín                | Tabaré       | 22 de diciembre | 20:30   |

| Fecha 2               | Fecha 2   | Fecha 2           | Fecha 2               | Fecha 2         | Fecha 2 |
| Local                 | Resultado | Visitante         | Estadio               | Fecha           | Hora    |
| --------------------- | --------- | ----------------- | --------------------- | --------------- | ------- |
| Malvín                | 86 - 90   | Defensor Sporting | Malvín                | 29 de diciembre | 20:30   |
| Biguá                 | 75 - 71   | Aguada            | Biguá                 | 7 de enero      | 20:30   |
| Trouville             | 77 - 88   | Larre Borges      | Trouville             | 7 de enero      | 20:30   |
| Urunday Universitario | 85 - 83   | Hebraica y Macabi | Urunday Universitario | 7 de enero      | 20:30   |

| Fecha 3               | Fecha 3   | Fecha 3           | Fecha 3               | Fecha 3    | Fecha 3 |
| Local                 | Resultado | Visitante         | Estadio               | Fecha      | Hora    |
| --------------------- | --------- | ----------------- | --------------------- | ---------- | ------- |
| Larre Borges          | 92 - 99   | Malvín            | Larre Borges          | 3 de enero | 20:30   |
| Defensor Sporting     | 73 - 91   | Hebraica y Macabi | Bohemios              | 4 de enero | 20:15   |
| Aguada                | 89 - 73   | Trouville         | Aguada                | 4 de enero | 20:30   |
| Urunday Universitario | 80 - 77   | Biguá             | Urunday Universitario | 4 de enero | 20:30   |

| Fecha 4           | Fecha 4   | Fecha 4               | Fecha 4   | Fecha 4     | Fecha 4 |
| Local             | Resultado | Visitante             | Estadio   | Fecha       | Hora    |
| ----------------- | --------- | --------------------- | --------- | ----------- | ------- |
| Malvín            | 77 - 85   | Aguada                | Malvín    | 10 de enero | 20:15   |
| Defensor Sporting | 90 - 94   | Urunday Universitario | Bohemios  | 10 de enero | 20:30   |
| Hebraica y Macabi | 87 - 84   | Larre Borges          | Tabaré    | 10 de enero | 20:30   |
| Trouville         | 86 - 80   | Biguá                 | Trouville | 10 de enero | 20:30   |

| Fecha 5               | Fecha 5   | Fecha 5           | Fecha 5               | Fecha 5     | Fecha 5 |
| Local                 | Resultado | Visitante         | Estadio               | Fecha       | Hora    |
| --------------------- | --------- | ----------------- | --------------------- | ----------- | ------- |
| Aguada                | 78 - 102  | Hebarica y Macabi | Aguada                | 13 de enero | 20:15   |
| Biguá                 | 90 - 89   | Malvín            | Biguá                 | 13 de enero | 20:30   |
| Larre Borges          | 79 - 73   | Defensor Sporting | Larre Borges          | 13 de enero | 20:30   |
| Urunday Universitario | 85 - 81   | Trouville         | Urunday Universitario | 13 de enero | 20:30   |

| Fecha 6           | Fecha 6   | Fecha 6               | Fecha 6      | Fecha 6      | Fecha 6 |
| Local             | Resultado | Visitante             | Estadio      | Fecha        | Hora    |
| ----------------- | --------- | --------------------- | ------------ | ------------ | ------- |
| Hebraica y Macabi | 86 - 80   | Biguá                 | Tabaré       | 16 de enero  | 20:30   |
| Larre Borges      | 71 - 80   | Urunday Universitario | Larre Borges | 16 de enero  | 20:30   |
| Malvín            | 65 - 51   | Trouville             | Malvín       | 17 de enero  | 20:30   |
| Defensor Sporting | 89 - 96   | Aguada                | Bohemios     | 7 de febrero | 20:30   |

| Fecha 7              | Fecha 7   | Fecha 7           | Fecha 7               | Fecha 7     | Fecha 7 |
| Local                | Resultado | Visitante         | Estadio               | Fecha       | Hora    |
| -------------------- | --------- | ----------------- | --------------------- | ----------- | ------- |
| Trouville            | 80 - 78   | Hebraica y Macabi | Trouville             | 20 de enero | 20:30   |
| Urunday Uniersitario | 67 - 82   | Malvín            | Urunday Universitario | 20 de enero | 20:30   |
| Aguada               | 94 - 72   | Larre Borges      | Aguada                | 30 de enero | 20:30   |
| Biguá                | 96 - 91   | Defenosr Sporting | Biguá                 | 31 de enero | 20:30   |

| Fecha 8               | Fecha 8   | Fecha 8           | Fecha 8               | Fecha 8      | Fecha 8 |
| Local                 | Resultado | Visitante         | Estadio               | Fecha        | Hora    |
| --------------------- | --------- | ----------------- | --------------------- | ------------ | ------- |
| Biguá                 | 82 - 88   | Larre Borges      | Biguá                 | 23 de enero  | 20:15   |
| Malvín                | 85 - 93   | Hebraica y Macabi | Malvín                | 24 de enero  | 20:30   |
| Trouville             | 83 - 92   | Defensor Sporting | Trouville             | 3 de febrero | 20:30   |
| Urunday Universitario | 85 - 68   | Aguada            | Urunday Universitario | 3 de febrero | 20:30   |

| Fecha 9           | Fecha 9   | Fecha 9               | Fecha 9      | Fecha 9     | Fecha 9 |
| Local             | Resultado | Visitante             | Estadio      | Fecha       | Hora    |
| ----------------- | --------- | --------------------- | ------------ | ----------- | ------- |
| Larre Borges      | 83 - 65   | Trouville             | Larre Borges | 26 de enero | 20:30   |
| Hebraica y Macabi | 92 - 77   | Urunday Universitario | Tabaré       | 27 de enero | 20:00   |
| Defensor Sporting | 91 - 94   | Malvín                | Bohemios     | 27 de enero | 20:30   |
| Aguada            | 89 - 104  | Biguá                 | Aguada       | 27 de enero | 20:30   |

| Fecha 10          | Fecha 10  | Fecha 10              | Fecha 10  | Fecha 10      | Fecha 10 |
| Local             | Resultado | Visitante             | Estadio   | Fecha         | Hora     |
| ----------------- | --------- | --------------------- | --------- | ------------- | -------- |
| Malvín            | 72 - 80   | Larre Borges          | Malvín    | 9 de febrero  | 20:30    |
| Biguá             | 93 - 94   | Urunday Universitario | Biguá     | 9 de febrero  | 20:30    |
| Trouville         | 81 - 84   | Aguada                | Trouville | 17 de febrero | 20:30    |
| Hebraica y Macabi | 89 - 97   | Defensor Sporting     | Tabaré    | 23 de febrero | 20:30    |

| Fecha 11          | Fecha 11  | Fecha 11              | Fecha 11  | Fecha 11      | Fecha 11 |
| Local             | Resultado | Visitante             | Estadio   | Fecha         | Hora     |
| ----------------- | --------- | --------------------- | --------- | ------------- | -------- |
| Hebraica y Macabi | 87 - 83   | Larre Borges          | Tabaré    | 17 de febrero | 20:15    |
| Trouville         | 80 - 91   | Urunday Universitario | Toruville | 17 de febrero | 20:30    |
| Malvín            | 69 - 57   | Biguá                 | Malvín    | 17 de febrero | 20:30    |
| Defensor Sporting | 100 - 93  | Larre Borges          | Bohemios  | 17 de febrero | 20:30    |

| Fecha 12              | Fecha 12  | Fecha 12          | Fecha 12              | Fecha 12      | Fecha 12 |
| Local                 | Resultado | Visitante         | Estadio               | Fecha         | Hora     |
| --------------------- | --------- | ----------------- | --------------------- | ------------- | -------- |
| Urunday Universitario | 90 - 81   | Defensor Sporting | Urunday Universitario | 14 de febrero | 20:15    |
| Larre Borges          | 77 - 73   | Hebraica y Macabi | Larre Borges          | 14 de febrero | 20:30    |
| Biguá                 | 90 - 69   | Trouville         | Biguá                 | 14 de febrero | 20:30    |
| Aguada                | 77 - 70   | Malvín            | Aguada                | 14 de febrero | 20:30    |

| Fecha 13              | Fecha 13  | Fecha 13          | Fecha 13         | Fecha 13      | Fecha 13 |
| Local                 | Resultado | Visitante         | Estadio          | Fecha         | Hora     |
| --------------------- | --------- | ----------------- | ---------------- | ------------- | -------- |
| Urunday Universitario | 83 - 72   | Larre Borges      | U. Universitario | 21 de febrero | 20:30    |
| Biguá                 | 102 - 105 | Hebraica y Macabi | Biguá            | 21 de febrero | 20:30    |
| Trouville             | 79 - 89   | Malvín            | Tabaré           | 21 de febrero | 20:30    |
| Aguada                | 91 - 103  | Defensor Sporting | Aguada           | 21 de febrero | 20:30    |

| Fecha 14          | Fecha 14  | Fecha 14              | Fecha 14     | Fecha 14      | Fecha 14 |
| Local             | Resultado | Visitante             | Estadio      | Fecha         | Hora     |
| ----------------- | --------- | --------------------- | ------------ | ------------- | -------- |
| Hebraica y Macabi | 83 - 71   | Trouville             | Tabaré       | 23 de febrero | 20:15    |
| Larre Borges      | 88 - 95   | Aguada                | Larre Borges | 23 de febrero | 20:15    |
| Malvín            | 91 - 89   | Urunday Universitario | Malvín       | 23 de febrero | 20:15    |
| Defensor Sporting | 80 - 82   | Biguá                 | Bohemios     | 23 de febrero | 20:15    |

#### Desempate por el quinto puesto
Al haber empatado en puntos tanto Larre Borges como Biguá se debió disputar un partido para definir que equipo accedía a los cuartos de final y que equipo accedía a la reclasificación. Dicho fallo fue dado por el Tribunal de Apelaciones, que se antepuso a lo que el Consejo de Liga había determinado al haber colocado a Biguá en el quinto puesto y a Larre Borges en el sexto. Biguá ganó el encuentro y quedó ubicado en el quinto puesto.
| 9 de marzo, 20:15 | Larre Borges                                                   | 82–100               | Biguá                                                        | Montevideo                  |  |
|                   | Parciales: 20 - 28, 23 - 18, 19 - 21, 20 - 33                  |                      |                                                              |                             |  |
|                   | Estadísticas Andrés Dotti 22 Anthony Young 7 Young y Marotta 3 | Reporte Pts Reb Asts | Estadísticas 32 Ricardo Glenn 23 Ricardo Glenn 6 Juan Cambon | Pabellón: Estadio de Aguada |  |

### Permanencia
| Pos  | Equipo           | Arr  | PJ | PG | PP | Pts  |
| ---- | ---------------- | ---- | -- | -- | -- | ---- |
| 9.º  | Goes             | 10,0 | 15 | 12 | 3  | 37,0 |
| 10.º | Welcome 1        | 8,5  | 15 | 12 | 3  | 35,5 |
| 11.º | Olimpia          | 8,5  | 15 | 9  | 6  | 31,5 |
| 12.º | Unión Atlética 1 | 7,5  | 15 | 8  | 7  | 29,5 |
| 13.º | Sayago 1         | 7,5  | 14 | 3  | 11 | 23,5 |
| 14.º | Cordón           | 7,0  | 14 | 1  | 13 | 22,0 |

|  | Equipos clasificados al Reclasificatorio |
|  | Equipos descendidos al Metropolitano     |

1: se le restaron dos puntos.
| Fecha 1 | Fecha 1   | Fecha 1        | Fecha 1      | Fecha 1         | Fecha 1 |
| Local   | Resultado | Visitante      | Estadio      | Fecha           | Hora    |
| ------- | --------- | -------------- | ------------ | --------------- | ------- |
| Goes    | 85 - 58   | Welcome        | Goes         | 22 de diciembre | 20:30   |
| Olimpia | 85 - 74   | Sayago         | Olimpia      | 22 de diciembre | 20:30   |
| Cordón  | 61 - 78   | Unión Atlética | Larre Borges | 23 de diciembre | 20:30   |

| Fecha 2        | Fecha 2   | Fecha 2   | Fecha 2        | Fecha 2         | Fecha 2 |
| Local          | Resultado | Visitante | Estadio        | Fecha           | Hora    |
| -------------- | --------- | --------- | -------------- | --------------- | ------- |
| Sayago         | 86 - 96   | Goes      | Larre Borges   | 28 de diciembre | 20:30   |
| Olimpia        | 84 - 82   | Cordón    | Olimpia        | 29 de diciembre | 20:30   |
| Unión Atlética | 90 - 94   | Welcome   | Unión Atlética | 29 de diciembre | 20:30   |

| Fecha 3        | Fecha 3   | Fecha 3   | Fecha 3      | Fecha 3    | Fecha 3 |
| Local          | Resultado | Visitante | Estadio      | Fecha      | Hora    |
| -------------- | --------- | --------- | ------------ | ---------- | ------- |
| Olimpia        | 64 - 82   | Goes      | Olimpia      | 3 de enero | 20:30   |
| Unión Atlética | 94 - 83   | Sayago    | Tabaré       | 4 de enero | 20:30   |
| Cordón         | 74 - 76   | Welcome   | Larre Borges | 7 de enero | 20:30   |

| Fecha 4 | Fecha 4   | Fecha 4        | Fecha 4 | Fecha 4     | Fecha 4 |
| Local   | Resultado | Visitante      | Estadio | Fecha       | Hora    |
| ------- | --------- | -------------- | ------- | ----------- | ------- |
| Olimpia | 81 - 74   | Unión Atlética | Olimpia | 9 de enero  | 20:30   |
| Cordón  | 73 - 98   | Goes           | Cordón  | 10 de enero | 20:30   |
| Welcome | 73 - 71   | Sayago         | Welcome | 10 de enero | 20:30   |

| Fecha 5 | Fecha 5   | Fecha 5        | Fecha 5     | Fecha 5     | Fecha 5 |
| Local   | Resultado | Visitante      | Estadio     | Fecha       | Hora    |
| ------- | --------- | -------------- | ----------- | ----------- | ------- |
| Sayago  | 92 - 79   | Cordón         | Sayago      | 12 de enero | 20:30   |
| Goes    | 87 - 63   | Unión Atlética | 13 de enero | 20:30       |         |
| Welcome | 81 - 71   | Olimpia        | 13 de enero | 20:30       | Welcome |

| Fecha 6        | Fecha 6   | Fecha 6   | Fecha 6      | Fecha 6     | Fecha 6 |
| Local          | Resultado | Visitante | Estadio      | Fecha       | Hora    |
| -------------- | --------- | --------- | ------------ | ----------- | ------- |
| Welcome        | 74 - 88   | Goes      | Larre Borges | 17 de enero | 20:30   |
| Unión Atlética | 91 - 87   | Cordón    | Capitol      | 17 de enero | 20:30   |
| Sayago         | 88 - 91   | Olimpia   | Tabaré       | 18 de enero | 20:30   |

| Fecha 7 | Fecha 7   | Fecha 7        | Fecha 7 | Fecha 7     | Fecha 7 |
| Local   | Resultado | Visitante      | Estadio | Fecha       | Hora    |
| ------- | --------- | -------------- | ------- | ----------- | ------- |
| Welcome | 92 - 88   | Unión Atlética | Tabaré  | 20 de enero | 20:30   |
| Goes    | 91 - 89   | Sayago         | Goes    | 20 de enero | 20:30   |
| Cordón  | 77 - 84   | Olimpia        | Cordón  | 20 de enero | 20:30   |

| Fecha 8 | Fecha 8   | Fecha 8        | Fecha 8          | Fecha 8     | Fecha 8 |
| Local   | Resultado | Visitante      | Estadio          | Fecha       | Hora    |
| ------- | --------- | -------------- | ---------------- | ----------- | ------- |
| Goes    | 78 - 73   | Olimpia        | Goes             | 24 de enero | 20:30   |
| Sayago  | 75 - 71   | Unión Atlética | Tabaré           | 24 de enero | 20:30   |
| Welcome | 87 - 79   | Cordón         | Campus Maldonado | 24 de enero | 20:30   |

| Fecha 9        | Fecha 9   | Fecha 9   | Fecha 9        | Fecha 9     | Fecha 9 |
| Local          | Resultado | Visitante | Estadio        | Fecha       | Hora    |
| -------------- | --------- | --------- | -------------- | ----------- | ------- |
| Goes           | 99 - 85   | Cordón    | Goes           | 27 de enero | 20:30   |
| Sayago         | 87 - 92   | Welcome   | Sayago         | 27 de enero | 20:30   |
| Unión Atlética | 78 - 67   | Olimpia   | Unión Atlética | 28 de enero | 20:30   |

| Fecha 10       | Fecha 10  | Fecha 10  | Fecha 10       | Fecha 10    | Fecha 10 |
| Local          | Resultado | Visitante | Estadio        | Fecha       | Hora     |
| -------------- | --------- | --------- | -------------- | ----------- | -------- |
| Cordón         | 99 - 93   | Sayago    | Cordón         | 30 de enero | 20:30    |
| Olimpia        | 58 - 62   | Welcome   | Olimpia        | 31 de enero | 20:30    |
| Unión Atlética | 81 - 80   | Goes      | Unión Atlética | 31 de enero | 20:30    |

| Fecha 11 | Fecha 11  | Fecha 11       | Fecha 11 | Fecha 11     | Fecha 11 |
| Local    | Resultado | Visitante      | Estadio  | Fecha        | Hora     |
| -------- | --------- | -------------- | -------- | ------------ | -------- |
| Goés     | 75 - 60   | Welcome        | Goés     | 6 de febrero | 20:30    |
| Olimpia  | 71 - 77   | Sayago         | Olimpia  | 7 de febrero | 21:15    |
| Cordón   | 94 - 100  | Unión Atlética | Cordón   | 8 de febrero | 21:15    |

| Fecha 12       | Fecha 12  | Fecha 12  | Fecha 12       | Fecha 12      | Fecha 12 |
| Local          | Resultado | Visitante | Estadio        | Fecha         | Hora     |
| -------------- | --------- | --------- | -------------- | ------------- | -------- |
| Sayago         | 81 - 91   | Goes      | Sayago         | 10 de febrero | 20:30    |
| Olimpia        | 81 - 61   | Cordón    | Olimpia        | 13 de febrero | 20:30    |
| Unión Atlética | 72 - 80   | Welcome   | Unión Atlética | 14 de febrero | 20:30    |

| Fecha 13       | Fecha 13  | Fecha 13  | Fecha 13       | Fecha 13      | Fecha 13 |
| Local          | Resultado | Visitante | Estadio        | Fecha         | Hora     |
| -------------- | --------- | --------- | -------------- | ------------- | -------- |
| Olimpia        | 92 - 83   | Goes      | Olimpia        | 16 de febrero | 21:15    |
| Unión Atlética | 83 - 81   | Sayago    | Unión Atlética | 16 de febrero | 21:15    |
| Cordón         | 91 - 102  | Welcome   | Cordón         | 16 de febrero | 21:15    |

| Fecha 14 | Fecha 14  | Fecha 14       | Fecha 14 | Fecha 14      | Fecha 14 |
| Local    | Resultado | Visitante      | Estadio  | Fecha         | Hora     |
| -------- | --------- | -------------- | -------- | ------------- | -------- |
| Cordón   | 104 - 108 | Goes           | Cordón   | 20 de febrero | 20:30    |
| Welcome  | 87 - 79   | Sayago         | Welcome  | 20 de febrero | 20:30    |
| Olimpia  | 95 - 79   | Unión Atlética | Olimpia  | 21 de febrero | 20:30    |

| Fecha 15                                                                 | Fecha 15  | Fecha 15       | Fecha 15 | Fecha 15      | Fecha 15 |
| Local                                                                    | Resultado | Visitante      | Estadio  | Fecha         | Hora     |
| ------------------------------------------------------------------------ | --------- | -------------- | -------- | ------------- | -------- |
| Welcome                                                                  | 89 - 80   | Olimpia        | Welcome  | 24 de febrero | 20:30    |
| Goes                                                                     | 91 - 97   | Unión Atlética | Goes     | 24 de febrero | 20:30    |
| Sayago y Cordón no jugaron el último partido que les quedó por disputar. |           |                |          |               |          |

## Torneo Súper 4
El torneo Súper 4 de esta temporada se disputa en su totalidad en el Palacio Peñarol entre los cuatro mejores equipos de la fase regular. Tiene por objetivo clasificar al campeón en forma directa a la Liga Sudamericana de Clubes de 2017. El campeón de esta edición fue el Club Malvín, que se ganó el pasaje a la competencia internacional.
|  | Semifinales | Semifinales           | Semifinales |        |                       | Final                 | Final             | Final        |  |
|  |             |                       |             |        |                       |                       |                   |              |  |
|  |             |                       |             |        |                       |                       |                   |              |  |
|  | 1.º         | Hebraica y Macabi     | 64          |        |                       |                       |                   |              |  |
|  | 1.º         | Hebraica y Macabi     | 64          |        |                       |                       |                   |              |  |
|  | 4.º         | Malvín                | 90          |        |                       |                       |                   |              |  |
|  | 4.º         | Malvín                | 90          |        | Urunday Universitario | Urunday Universitario | 67                |              |  |
|  |             |                       |             |        | Urunday Universitario | Urunday Universitario | 67                |              |  |
|  |             |                       | Malvín      | Malvín | 80                    |                       |                   |              |  |
|  | 2.º         | Urunday Universitario | Malvín      | Malvín | 80                    | 77                    |                   |              |  |
|  | 2.º         | Urunday Universitario |             |        |                       | 77                    |                   |              |  |
|  | 3.º         | Aguada                | 72          |        |                       | Tercer lugar          | Tercer lugar      | Tercer lugar |  |
|  | 3.º         | Aguada                | 72          |        |                       | Tercer lugar          | Tercer lugar      | Tercer lugar |  |
|  |             |                       |             |        |                       |                       |                   |              |  |
|  |             |                       |             |        |                       | Hebraica y Macabi     | Hebraica y Macabi | 89           |  |
|  |             |                       |             |        |                       | Hebraica y Macabi     | Hebraica y Macabi | 89           |  |
|  |             |                       |             |        |                       | Aguada                | Aguada            | 88           |  |
|  |             |                       |             |        |                       | Aguada                | Aguada            | 88           |  |
|  |             |                       |             |        |                       |                       |                   |              |  |

Semifinales
| 11 de marzo, 21:30 | Hebraica y Macabi                                               | 64–90                | Malvín                                                                    | Montevideo                |  |
|                    | Parciales: 16 - 28, 15 - 23, 20 - 22, 13 - 17                   |                      |                                                                           |                           |  |
|                    | Estadísticas Agustín Zuvich 16 Jaime Lloreda 7 Luciano Parodi 6 | Reporte Pts Reb Asts | Estadísticas 16 Allen Durham 5 Rian Pearson y F. Bavosi 8 Federico Bavosi | Pabellón: Palacio Peñarol |  |

| 11 de marzo | Urunday Universitario                                                | 77–72                | Aguada                                                                      | Montevideo                |  |
|             | Parciales: 18 - 23, 20 - 15, 16 - 17, 17 - 23                        |                      |                                                                             |                           |  |
|             | Estadísticas Emilio Taboada 26 Brian Williams 13 Shaquille Johnson 5 | Reporte Pts Reb Asts | Estadísticas 23 Dwayne Curtis 7 Jeremis Smith y D. Curtis 5 Gustavo Barrera | Pabellón: Palacio Peñarol |  |

Tercer puesto
| 14 de marzo, 19:30 | Hebraica y Macabi                                                        | 89–88                | Aguada                                                           | Montevideo                |  |
|                    | Parciales: 20 - 23, 18 - 19, 31 - 23, 20 - 23                            |                      |                                                                  |                           |  |
|                    | Estadísticas Salvador Zanotta 28 Aguilera y Zanotta 7 Parodi y Zanotta 7 | Reporte Pts Reb Asts | Estadísticas 24 Dwayne Curtis 13 Jeremis Smith 8 Gustavo Barrera | Pabellón: Palacio Peñarol |  |

Final
| 14 de marzo, 21:30 | Malvín                                                            | 80–67                | Urunday Universitario                                             | Montevideo                |  |
|                    | Parciales: 18 - 19, 16 - 10, 26 - 20, 20 - 18                     |                      |                                                                   |                           |  |
|                    | Estadísticas Rian Pearson 20 Hatila Passos 12 Nicolás Mazzarino 8 | Reporte Pts Reb Asts | Estadísticas 18 Emilio Taboada 11 Brian Craig 6 Shaquille Jhonson | Pabellón: Palacio Peñarol |  |

## Play-offs
|  | Reclasificación | Reclasificación   | Reclasificación       |                   |   | Cuartos de final | Cuartos de final | Cuartos de final |  |     | Semifinales       | Semifinales | Semifinales       |   |  | Final | Final | Final |  |
|  |                 |                   |                       |                   |   |                  |                  |                  |  |     |                   |             |                   |   |  |       |       |       |  |
|  |                 |                   |                       |                   |   |                  |                  |                  |  |     |                   |             |                   |   |  |       |       |       |  |
|  |                 |                   |                       |                   |   |                  |                  |                  |  |     |                   |             |                   |   |  |       |       |       |  |
|  |                 |                   |                       |                   |   |                  |                  |                  |  |     |                   |             |                   |   |  |       |       |       |  |
|  |                 |                   |                       |                   |   |                  |                  |                  |  |     |                   |             |                   |   |  |       |       |       |  |
|  |                 | 1.º               | Hebraica y Macabi     | 3                 |   |                  |                  |                  |  |     |                   |             |                   |   |  |       |       |       |  |
|  |                 |                   |                       | 3                 |   |                  |                  |                  |  |     |                   |             |                   |   |  |       |       |       |  |
|  |                 |                   | 8.°                   | Trouville         | 2 |                  |                  |                  |  |     |                   |             |                   |   |  |       |       |       |  |
|  | 8.º             | Trouville         | 8.°                   | Trouville         | 2 | 3                |                  |                  |  |     |                   |             |                   |   |  |       |       |       |  |
|  | 8.º             | Trouville         |                       |                   |   |                  |                  |                  |  |     |                   |             |                   |   |  |       |       |       |  |
|  | 9.º             | Goes              | 2                     |                   |   |                  |                  |                  |  |     |                   |             |                   |   |  |       |       |       |  |
|  | 9.º             | Goes              | 2                     |                   |   |                  |                  |                  |  | 1.° | Hebraica y Macabi | 3           |                   |   |  |       |       |       |  |
|  |                 |                   |                       |                   |   |                  |                  |                  |  | 1.° | Hebraica y Macabi | 3           |                   |   |  |       |       |       |  |
|  |                 |                   | 4.°                   | Malvín            | 1 |                  |                  |                  |  |     |                   |             |                   |   |  |       |       |       |  |
|  |                 |                   | 4.°                   | Malvín            | 1 |                  |                  |                  |  |     |                   |             |                   |   |  |       |       |       |  |
|  |                 |                   |                       |                   |   |                  |                  |                  |  |     |                   |             |                   |   |  |       |       |       |  |
|  |                 |                   |                       |                   |   |                  |                  |                  |  |     |                   |             |                   |   |  |       |       |       |  |
|  |                 | 4.º               | Malvín                | 3                 |   |                  |                  |                  |  |     |                   |             |                   |   |  |       |       |       |  |
|  |                 |                   |                       | 3                 |   |                  |                  |                  |  |     |                   |             |                   |   |  |       |       |       |  |
|  |                 |                   | 5.º                   | Biguá             | 1 |                  |                  |                  |  |     |                   |             |                   |   |  |       |       |       |  |
|  |                 |                   | 5.º                   | Biguá             | 1 |                  |                  |                  |  |     |                   |             |                   |   |  |       |       |       |  |
|  |                 |                   |                       |                   |   |                  |                  |                  |  |     |                   |             |                   |   |  |       |       |       |  |
|  |                 |                   |                       |                   |   |                  |                  |                  |  |     |                   |             |                   |   |  |       |       |       |  |
|  |                 |                   |                       |                   |   |                  |                  |                  |  |     |                   | 1.°         | Hebraica y Macabi | 4 |  |       |       |       |  |
|  |                 |                   |                       |                   |   |                  |                  |                  |  |     |                   |             |                   | 4 |  |       |       |       |  |
|  |                 |                   | 3.°                   | Aguada            | 3 |                  |                  |                  |  |     |                   |             |                   |   |  |       |       |       |  |
|  |                 |                   | 3.°                   | Aguada            | 3 |                  |                  |                  |  |     |                   |             |                   |   |  |       |       |       |  |
|  |                 |                   |                       |                   |   |                  |                  |                  |  |     |                   |             |                   |   |  |       |       |       |  |
|  |                 |                   |                       |                   |   |                  |                  |                  |  |     |                   |             |                   |   |  |       |       |       |  |
|  |                 | 2.º               | Urunday Universitario | 1                 |   |                  |                  |                  |  |     |                   |             |                   |   |  |       |       |       |  |
|  |                 |                   |                       | 1                 |   |                  |                  |                  |  |     |                   |             |                   |   |  |       |       |       |  |
|  |                 |                   | 7.°                   | Defensor Sporting | 3 |                  |                  |                  |  |     |                   |             |                   |   |  |       |       |       |  |
|  | 7.º             | Defensor Sporting | 7.°                   | Defensor Sporting | 3 | 3                |                  |                  |  |     |                   |             |                   |   |  |       |       |       |  |
|  | 7.º             | Defensor Sporting |                       |                   |   |                  |                  |                  |  |     |                   |             |                   |   |  |       |       |       |  |
|  | 10.º            | Welcome           | 0                     |                   |   |                  |                  |                  |  |     |                   |             |                   |   |  |       |       |       |  |
|  | 10.º            | Welcome           | 0                     |                   |   |                  |                  |                  |  | 3.° | Aguada            | 3           |                   |   |  |       |       |       |  |
|  |                 |                   |                       |                   |   |                  |                  |                  |  | 3.° | Aguada            | 3           |                   |   |  |       |       |       |  |
|  |                 |                   | 7.°                   | Defensor Sporting | 1 |                  |                  |                  |  |     |                   |             |                   |   |  |       |       |       |  |
|  |                 |                   | 7.°                   | Defensor Sporting | 1 |                  |                  |                  |  |     |                   |             |                   |   |  |       |       |       |  |
|  |                 |                   |                       |                   |   |                  |                  |                  |  |     |                   |             |                   |   |  |       |       |       |  |
|  |                 |                   |                       |                   |   |                  |                  |                  |  |     |                   |             |                   |   |  |       |       |       |  |
|  |                 | 3.º               | Aguada                | 3                 |   |                  |                  |                  |  |     |                   |             |                   |   |  |       |       |       |  |
|  |                 |                   |                       | 3                 |   |                  |                  |                  |  |     |                   |             |                   |   |  |       |       |       |  |
|  |                 |                   | 6.º                   | Larre Borges      | 1 |                  |                  |                  |  |     |                   |             |                   |   |  |       |       |       |  |
|  | 6.º             | Larre Borges      | 6.º                   | Larre Borges      | 1 | 3                |                  |                  |  |     |                   |             |                   |   |  |       |       |       |  |
|  | 6.º             | Larre Borges      |                       |                   |   |                  |                  |                  |  |     |                   |             |                   |   |  |       |       |       |  |
|  | 11.º            | Olimpia           | 2                     |                   |   |                  |                  |                  |  |     |                   |             |                   |   |  |       |       |       |  |
|  | 11.º            | Olimpia           | 2                     |                   |   |                  |                  |                  |  |     |                   |             |                   |   |  |       |       |       |  |
|  |                 |                   |                       |                   |   |                  |                  |                  |  |     |                   |             |                   |   |  |       |       |       |  |

Nota: Los equipos ubicados en la primera línea obtuvieron ventaja de localía.
Los resultados a la derecha de cada equipo representan los partidos ganados en la serie.
Los equipos de la reclasificación 6.º, 7.º y 8.º tienen ventaja de 1 a 0 sobre los equipos 9.º, 10.º y 11.º.

### Reclasificación
Larre Borges - Olimpia
| 13 de marzo, 21:15 | Larre Borges                                                  | 87–88                | Olimpia                                                                | Montevideo                      |  |  |
|                    | Parciales: 17 - 14, 12 - 24, 34 - 23, 24 - 27                 |                      |                                                                        |                                 |  |  |
|                    | Estadísticas Anthony Young 25 Dane Johnson 10 Anthony Young 6 | Reporte Pts Reb Asts | Estadísticas 24 Robert Horrnsby 11 Rodney Alexander 9 Germán Silvarrey | Pabellón: Estadio Romeo Schinca |  |  |
| Serie: 1 - 1       |                                                               |                      |                                                                        |                                 |  |  |
|                    |                                                               |                      |                                                                        |                                 |  |  |

| 17 de marzo, 20:15 | Olimpia                                                                              | 96–78                | Larre Borges                                                                   | Montevideo                              |  |  |
|                    | Parciales: 22 - 24, 23 - 7, 27 - 24, 24 - 23                                         |                      |                                                                                |                                         |  |  |
|                    | Estadísticas Rodney Alexander 31 Rodney Alexander 9 Abel Agarbado y Robert Hornsby 5 | Reporte Pts Reb Asts | Estadísticas 22 Anthony Young 8 Anthony Young 4 Anthony Young y Marcos Marotta | Pabellón: Estadio Albérico J. Passadore |  |  |
| Serie: 2 - 1       |                                                                                      |                      |                                                                                |                                         |  |  |
|                    |                                                                                      |                      |                                                                                |                                         |  |  |

| 20 de marzo, 21:15 | Olimpia                                                              | 56–85                | Larre Borges                                            | Montevideo                              |  |  |
|                    | Parciales: 19 - 14, 14 - 26, 10 - 17, 13 - 28                        |                      |                                                         |                                         |  |  |
|                    | Estadísticas Rodney Alexander 20 Robert Hornsby 8 Germán Silvarrey 4 | Reporte Pts Reb Asts | Estadísticas 24 Dane Johnson 10 Johnson y Young 9 Young | Pabellón: Estadio Albérico J. Passadore |  |  |
| Serie: 2 - 2       |                                                                      |                      |                                                         |                                         |  |  |
|                    |                                                                      |                      |                                                         |                                         |  |  |

| 24 de marzo, 20:15 | Larre Borges                                                  | 67–60                | Olimpia                                                  | Montevideo                      |  |  |
|                    | Parciales: 20 - 11, 5 - 17, 17 - 19, 25 - 13                  |                      |                                                          |                                 |  |  |
|                    | Estadísticas Anthony Young 21 Dane Johnson 10 Young y Dotti 3 | Reporte Pts Reb Asts | Estadísticas 20 Robert Hornsby 8 C. Delgado 5 I. Lorente | Pabellón: Estadio Romeo Schinca |  |  |
| Serie: 3 - 2       |                                                               |                      |                                                          |                                 |  |  |
|                    |                                                               |                      |                                                          |                                 |  |  |

Defensor Sporting - Welcome
| 7 de marzo, 21:30 | Defensor Sporting                                                     | 86–56                | Welcome                                                           | Montevideo                                 |  |  |
|                   | Parciales: 14 - 9, 25 - 12, 30 - 21, 17 - 14                          |                      |                                                                   |                                            |  |  |
|                   | Estadísticas Moultrie y Haller 18 Kiril Wachsmann 11 Martín Osimani 9 | Reporte Pts Reb Asts | Estadísticas 16 Gonzalo Meira 14 Anthony Kent 4 Matías De Gouveia | Pabellón: Estadio Alberto Casal (Bohemios) |  |  |
| Serie: 2 - 0      |                                                                       |                      |                                                                   |                                            |  |  |
|                   |                                                                       |                      |                                                                   |                                            |  |  |

| 10 de marzo, 20:15 | Welcome                                                              | 76–77                | Defensor Sporting                                                 | Montevideo                       |  |  |
|                    | Parciales: 14 - 23, 20 - 14, 21 - 25, 21 - 15                        |                      |                                                                   |                                  |  |  |
|                    | Estadísticas James Williams 15 James Williams 11 Matías de Gouveia 4 | Reporte Pts Reb Asts | Estadísticas 21 Martín Osimani 6 Kiril Wachsmann 9 Martín Osimani | Pabellón: Gimnasio Óscar Magurno |  |  |
| Serie: 0 - 3       |                                                                      |                      |                                                                   |                                  |  |  |
|                    |                                                                      |                      |                                                                   |                                  |  |  |

Trouville - Goes
| 5 de marzo, 20:15 | Trouville                                                                     | 74–68                | Goes                                                                       | Montevideo                        |  |  |
|                   | Parciales: 15 - 9, 24 - 15, 15 - 21, 20 - 23                                  |                      |                                                                            |                                   |  |  |
|                   | Estadísticas Ernesto Oglivie 23 Ernesto Oglivie 7 Izuibejeres y Abdul-Aleem 4 | Reporte Pts Reb Asts | Estadísticas 15 Warner y Charquero 8 Clarence Matthews 4 Fernando Martínez | Pabellón: Gimnasio Club Trouville |  |  |
| Serie: 2 - 0      |                                                                               |                      |                                                                            |                                   |  |  |
|                   |                                                                               |                      |                                                                            |                                   |  |  |

| 10 de marzo, 20:15 | Goes                                                                                     | 91–68                | Trouville                                                                    | Montevideo                              |  |  |
|                    | Parciales: 24 - 6, 22 - 20, 20 - 21, 25 - 21                                             |                      |                                                                              |                                         |  |  |
|                    | Estadísticas Brian García y Sebastián Vázquez 19 Clarence Matthews 11 Alejandro Acosta 4 | Reporte Pts Reb Asts | Estadísticas 13 Reque Newsome 4 Ernesto Oglivie y Alex López 6 Manuel Romero | Pabellón: Estadio Plaza de las Misiones |  |  |
| Serie: 1 - 2       |                                                                                          |                      |                                                                              |                                         |  |  |
|                    |                                                                                          |                      |                                                                              |                                         |  |  |

| 13 de marzo, 21:15 | Goes                                                               | 64–60                | Trouville                                                             | Montevideo                              |  |  |
|                    | Parciales: 17 - 14, 10 - 21, 19 - 11, 18 - 14                      |                      |                                                                       |                                         |  |  |
|                    | Estadísticas Calvin Warner 16 Calvin Warner 12 Acosta y Martínez 2 | Reporte Pts Reb Asts | Estadísticas 12 Ernesto Oglivie 5 Reque Newsome 5 Joaquín Izuibejeres | Pabellón: Estadio Plaza de las Misiones |  |  |
| Serie: 2 - 2       |                                                                    |                      |                                                                       |                                         |  |  |
|                    |                                                                    |                      |                                                                       |                                         |  |  |

| 17 de marzo, 20:15 | Trouville                                                              | 79–77                | Goes                                                                                      | Montevideo                        |  |  |
|                    | Parciales: 16 - 24, 27 - 13, 14 - 22, 22 - 18                          |                      |                                                                                           |                                   |  |  |
|                    | Estadísticas Musa Abdul-Aleem 27 Joaquín Izuibejeres 5 Manuel Romero 7 | Reporte Pts Reb Asts | Estadísticas 18 Clarence Matthews 7 Clarence Matthews 3 Martínez, Warner, Acosta y García | Pabellón: Gimnasio Club Trouville |  |  |
| Serie: 3 - 2       |                                                                        |                      |                                                                                           |                                   |  |  |
|                    |                                                                        |                      |                                                                                           |                                   |  |  |

### Cuartos de final
Hebraica y Macabi - Trouville
| 25 de marzo, 19:15 | Hebraica y Macabi                                                        | 89–73                | Trouville                                                          | Montevideo                |  |  |
|                    | Parciales: 23 - 21, 26 - 17, 26 - 17, 14 - 18                            |                      |                                                                    |                           |  |  |
|                    | Estadísticas Leandro García Morales 31 Jaime Lloreda 7 Luciano Parodi 10 | Reporte Pts Reb Asts | Estadísticas 28 Ernesto Oglivie 9 Ernesto Oglivie 5 Claudio Bascou | Pabellón: Palacio Peñarol |  |  |
| Serie: 1 - 0       |                                                                          |                      |                                                                    |                           |  |  |
|                    |                                                                          |                      |                                                                    |                           |  |  |

| 30 de marzo, 21:30 | Trouville                                                             | 57–68                | Hebraica y Macabi                                                 | Montevideo                |  |  |
|                    | Parciales: 10 - 11, 17 - 17, 11 - 23, 19 - 17                         |                      |                                                                   |                           |  |  |
|                    | Estadísticas Ernesto Oglivie 18 Ernesto Oglivie 16 Musa Abdul-Aleem 4 | Reporte Pts Reb Asts | Estadísticas 19 Michael Hicks 19 Jaime Lloreda 5 Salvador Zanotta | Pabellón: Palacio Peñarol |  |  |
| Serie: 0 - 2       |                                                                       |                      |                                                                   |                           |  |  |
|                    |                                                                       |                      |                                                                   |                           |  |  |

| 3 de abril, 19:15 | Hebraica y Macabi                                               | 85–86                | Trouville                                                  | Montevideo                |  |  |
|                   | Parciales: 30 - 12, 11 - 24, 23 - 19, 21 - 31                   |                      |                                                            |                           |  |  |
|                   | Estadísticas Michael Hicks 22 Jaime Lloreda 10 Luciano Parodi 7 | Reporte Pts Reb Asts | Estadísticas 21 Alex López 7 Reque Newsome 6 Manuel Romero | Pabellón: Palacio Peñarol |  |  |
| Serie: 2 - 1      |                                                                 |                      |                                                            |                           |  |  |
|                   |                                                                 |                      |                                                            |                           |  |  |

| 6 de abril, 21:30 | Trouville                                                        | 84–82                | Hebraica y Macabi                                                             | Montevideo                |  |  |
|                   | Parciales: 17 - 16, 19 - 21, 21 - 32, 27 - 13                    |                      |                                                                               |                           |  |  |
|                   | Estadísticas Musa Abdul-Aleem 29 Reque Newsome 8 Manuel Romero 3 | Reporte Pts Reb Asts | Estadísticas 26 Leandro García Morales 11 Jaime Lloreda 4 Sebastián Izaguirre | Pabellón: Palacio Peñarol |  |  |
| Serie: 2 - 2      |                                                                  |                      |                                                                               |                           |  |  |
|                   |                                                                  |                      |                                                                               |                           |  |  |

| 12 de abril, 21:15 | Hebraica y Macabi                                               | 85–66                | Trouville                                               | Montevideo                |  |  |
|                    | Parciales: 25 - 11, 17 - 17, 21 - 22, 22 - 16                   |                      |                                                         |                           |  |  |
|                    | Estadísticas Michael Hicks 24 Jaime Lloreda 14 Luciano Parodi 6 | Reporte Pts Reb Asts | Estadísticas 25 Alex López 7 Alex López 6 Manuel Romero | Pabellón: Palacio Peñarol |  |  |
| Serie: 3 - 2       |                                                                 |                      |                                                         |                           |  |  |
|                    |                                                                 |                      |                                                         |                           |  |  |

Urunday Universitario - Defensor Sporting
| 25 de marzo, 21:30 | Urunday Universitario                                        | 76–68                | Defensor Sporting                                              | Montevideo                |  |  |
|                    | Parciales: 17 - 12, 19 - 21, 19 - 21, 21 - 14                |                      |                                                                |                           |  |  |
|                    | Estadísticas Shaquille Johnson 24 Brian Craig 10 Zubiaurre 4 | Reporte Pts Reb Asts | Estadísticas 19 Mauricio Aguiar 10 A Moultrie 5 Martín Osimani | Pabellón: Palacio Peñarol |  |  |
| Serie: 1 - 0       |                                                              |                      |                                                                |                           |  |  |
|                    |                                                              |                      |                                                                |                           |  |  |

| 30 de marzo, 21:15 | Defensor Sporting                                                        | 89–79                | Urunday Universitario                                                   | Montevideo                |  |  |
|                    | Parciales: 20 - 14, 20 - 20, 23 - 17, 26 - 28                            |                      |                                                                         |                           |  |  |
|                    | Estadísticas Arnett Moultrie 27 Moultrie y Waschmann 11 Martín Osimani 7 | Reporte Pts Reb Asts | Estadísticas 29 Shaquille Johnson 13 Yamene Coleman 5 Taboada y Johnson | Pabellón: Palacio Peñarol |  |  |
| Serie: 1 - 1       |                                                                          |                      |                                                                         |                           |  |  |
|                    |                                                                          |                      |                                                                         |                           |  |  |

| 3 de abril, 21:30 | Urunday Universitario                                     | 80–105               | Defensor Sporting                                                   | Montevideo                |  |  |
|                   | Parciales: 20 - 20, 18 - 23, 19 - 33, 23 - 29             |                      |                                                                     |                           |  |  |
|                   | Estadísticas Zubiaurre 22 Yamene Coleman 12 Brian Craig 4 | Reporte Pts Reb Asts | Estadísticas 17 Arnett Moultrie 10 Kiril Wachsmann 6 Martín Osimani | Pabellón: Palacio Peñarol |  |  |
| Serie: 1 - 2      |                                                           |                      |                                                                     |                           |  |  |
|                   |                                                           |                      |                                                                     |                           |  |  |

| 6 de abril, 19:15 | Defensor Sporting                                                  | 86–75                | Urunday Universitario                                                   | Montevideo                |  |  |
|                   | Parciales: 21 - 16, 17 - 14, 30 - 19, 18 - 26                      |                      |                                                                         |                           |  |  |
|                   | Estadísticas Martín Osimani 22 Arnett Moultrie 15 Martín Osimani 6 | Reporte Pts Reb Asts | Estadísticas 21 Shaquille Johnson 18 Yamene Coleman 4 Shaquille Johnson | Pabellón: Palacio Peñarol |  |  |
| Serie: 3 - 1      |                                                                    |                      |                                                                         |                           |  |  |
|                   |                                                                    |                      |                                                                         |                           |  |  |

Aguada - Larre Borges
| 27 de marzo, 21:30 | Aguada                                                          | 81–79                | Larre Borges                                                | Montevideo                |  |  |
|                    | Parciales: 21 - 16, 17 - 14, 20 - 27, 23 - 22                   |                      |                                                             |                           |  |  |
|                    | Estadísticas Jeremis Smith 21 Dwayne Curtis 11 Demian Álvarez 5 | Reporte Pts Reb Asts | Estadísticas 25 Dane Johnson 17 Dane Johnson 6 Andrés Dotti | Pabellón: Palacio Peñarol |  |  |
| Serie: 1 - 0       |                                                                 |                      |                                                             |                           |  |  |
|                    |                                                                 |                      |                                                             |                           |  |  |

| 31 de marzo, 19:15 | Larre Borges                                                | 68–80                | Aguada                                                           | Montevideo                |  |  |
|                    | Parciales: 17 - 18, 27 - 19, 11 - 22, 13 - 21               |                      |                                                                  |                           |  |  |
|                    | Estadísticas Anthony Young 22 Alejo Dotti 8 Anthony Young 6 | Reporte Pts Reb Asts | Estadísticas 16 Gustavo Barrera 15 Jeremis Smith 5 Jeremis Smith | Pabellón: Palacio Peñarol |  |  |
| Serie: 0 - 2       |                                                             |                      |                                                                  |                           |  |  |
|                    |                                                             |                      |                                                                  |                           |  |  |

| 4 de abril, 21:30 | Aguada                                                 | 69–74                | Larre Borges                                                | Montevideo                |  |  |
|                   | Parciales: 15 - 20, 19 - 12, 22 - 16, 13 - 26          |                      |                                                             |                           |  |  |
|                   | Estadísticas Demian Álvarez 20 Smith 13 Diego García 5 | Reporte Pts Reb Asts | Estadísticas 19 Anthony Young 10 D. Johnson 6 Anthony Young | Pabellón: Palacio Peñarol |  |  |
| Serie: 2 - 1      |                                                        |                      |                                                             |                           |  |  |
|                   |                                                        |                      |                                                             |                           |  |  |

| 7 de abril, 19:15 | Larre Borges                                                                 | 64–90                | Aguada                                                             | Montevideo                |  |  |
|                   | Parciales: 20 - 21, 14 - 25, 15 - 22, 15 - 22                                |                      |                                                                    |                           |  |  |
|                   | Estadísticas Anthony Young y Andrés Dotti 16 Dane Johnson 7 Marcos Marotta 3 | Reporte Pts Reb Asts | Estadísticas 34 Demian Álvarez 18 Jeremis Smith 10 Gustavo Barrera | Pabellón: Palacio Peñarol |  |  |
| Serie: 3 - 1      |                                                                              |                      |                                                                    |                           |  |  |
|                   |                                                                              |                      |                                                                    |                           |  |  |

Malvín - Biguá
| 27 de marzo, 19:15 | Malvín                                                        | 66–65                | Biguá                                                         | Montevideo                |  |  |
|                    | Parciales: 17 - 17, 15 - 15, 17 - 16, 17 - 17                 |                      |                                                               |                           |  |  |
|                    | Estadísticas Allen Durham 22 Hattila Passos 15 Allen Durham 5 | Reporte Pts Reb Asts | Estadísticas 14 Richard Chaney 10 Ricardo Glenn 5 Juan Cambon | Pabellón: Palacio Peñarol |  |  |
| Serie: 1 - 0       |                                                               |                      |                                                               |                           |  |  |
|                    |                                                               |                      |                                                               |                           |  |  |

| 31 de marzo, 21:30 | Biguá                                                        | 64–88                | Malvín                                                               | Montevideo                |  |  |
|                    | Parciales: 22 - 26, 13 - 19, 19 - 28, 10 - 15                |                      |                                                                      |                           |  |  |
|                    | Estadísticas Ricardo Glenn 14 Ricardo Glenn 10 Juan Cambon 7 | Reporte Pts Reb Asts | Estadísticas 25 Lorrenzo Wade 9 Federico Bavosi 6 Bavosi y Mazzarino | Pabellón: Palacio Peñarol |  |  |
| Serie: 0 - 2       |                                                              |                      |                                                                      |                           |  |  |
|                    |                                                              |                      |                                                                      |                           |  |  |

| 4 de abril, 19:15 | Malvín                                                                | 85–86                | Biguá                                                        | Montevideo                |  |  |
|                   | Parciales: 18 - 17, 18 - 26, 27 - 22, 22 - 21                         |                      |                                                              |                           |  |  |
|                   | Estadísticas Federico Bavosi 19 Hattila Passos 11 Nicolás Mazzarino 5 | Reporte Pts Reb Asts | Estadísticas 21 Ricardo Glenn 16 Ricardo Glenn 4 Juan Cambon | Pabellón: Palacio Peñarol |  |  |
| Serie: 2 - 1      |                                                                       |                      |                                                              |                           |  |  |
|                   |                                                                       |                      |                                                              |                           |  |  |

| 7 de abril, 21:30 | Biguá                                                        | 66–85                | Malvín                                                        | Montevideo                |  |  |
|                   | Parciales: 14 - 30, 18 - 22, 16 - 19, 18 - 14                |                      |                                                               |                           |  |  |
|                   | Estadísticas Ricardo Glenn 18 Ricardo Glenn 16 Juan Cambon 5 | Reporte Pts Reb Asts | Estadísticas 23 Franco Bavosi 10 Hatila Passos 5 Juan Santiso | Pabellón: Palacio Peñarol |  |  |
| Serie: 3 - 1      |                                                              |                      |                                                               |                           |  |  |
|                   |                                                              |                      |                                                               |                           |  |  |

### Semifinales
Hebraica y Macabi - Malvín
| 18 de abril, 20:05 | Hebraica y Macabi                                               | 92–78                | Malvín                                                             | Montevideo                |  |  |
|                    | Parciales: 19 - 19, 18 - 25, 30 - 18, 25 - 16                   |                      |                                                                    |                           |  |  |
|                    | Estadísticas Jaime Lloreda 24 Jaime Lloreda 12 Luciano Parodi 9 | Reporte Pts Reb Asts | Estadísticas 15 Lorrenzo Wade 11 Nicolás Massarino 6 Lorrenzo Wade | Pabellón: Palacio Peñarol |  |  |
| Serie: 1 - 0       |                                                                 |                      |                                                                    |                           |  |  |
|                    |                                                                 |                      |                                                                    |                           |  |  |

| 21 de abril, 21:15 | Malvín                                                      | 80–88                | Hebraica y Macabi                                                       | Montevideo                |  |  |
|                    | Parciales: 11 - 18, 18 - 15, 26 - 27, 25 - 28               |                      |                                                                         |                           |  |  |
|                    | Estadísticas Allen Durham 21 Allen Durham 16 Juan Santiso 6 | Reporte Pts Reb Asts | Estadísticas 29 Lendro García Morales 15 Jaime Lloreda 6 Luciano Parodi | Pabellón: Palacio Peñarol |  |  |
| Serie: 0 - 2       |                                                             |                      |                                                                         |                           |  |  |
|                    |                                                             |                      |                                                                         |                           |  |  |

| 25 de abril, 21:15 | Hebraica y Macabi                                               | 80–86                | Malvín                                                               | Montevideo                |  |  |
|                    | Parciales: 12 - 31, 16 - 15, 22 - 19, 30 - 21                   |                      |                                                                      |                           |  |  |
|                    | Estadísticas Jaime Lloreda 16 Jaime Lloreda 18 Luciano Parodi 7 | Reporte Pts Reb Asts | Estadísticas 30 Federico Bavosi 9 Hattila Passos 5 Nicolás Mazzarino | Pabellón: Palacio Peñarol |  |  |
| Serie: 2 - 1       |                                                                 |                      |                                                                      |                           |  |  |
|                    |                                                                 |                      |                                                                      |                           |  |  |

| 29 de abril, 21:30 | Malvín                                                           | 72–76                | Hebraica y Macabi                                                              | Montevideo                |  |  |
|                    | Parciales: 17 - 11, 8 - 25, 19 - 13, 28 - 27                     |                      |                                                                                |                           |  |  |
|                    | Estadísticas Allen Durham 23 Allen Durham 19 Nicolás Mazzarino 5 | Reporte Pts Reb Asts | Estadísticas 25 Lendro García Morales 13 Jaime Lloreda 6 Lendro García Morales | Pabellón: Palacio Peñarol |  |  |
| Serie: 1 - 3       |                                                                  |                      |                                                                                |                           |  |  |
|                    |                                                                  |                      |                                                                                |                           |  |  |

Aguada - Defensor Sporting
| 17 de abril, 20:15 | Aguada                                                          | 84–80                | Defensor Sporting                                                  | Montevideo                |  |  |
|                    | Parciales: 21 - 21, 20 - 20, 25 - 18, 18 - 21                   |                      |                                                                    |                           |  |  |
|                    | Estadísticas Jeremis Smith 18 Dwayne Curtis 11 Demian Álvarez 7 | Reporte Pts Reb Asts | Estadísticas 22 Arnett Moultrie 8 Arnett Moultrie 6 Martín Osimani | Pabellón: Palacio Peñarol |  |  |
| Serie: 1 - 0       |                                                                 |                      |                                                                    |                           |  |  |
|                    |                                                                 |                      |                                                                    |                           |  |  |

| 20 de abril, 20:15 | Defensor Sporting                                                    | 78–88                | Aguada                                                         | Montevideo                |  |  |
|                    | Parciales: 19 - 19, 22 - 28, 23 - 19, 14 - 22                        |                      |                                                                |                           |  |  |
|                    | Estadísticas Maricio Aguiar 22 Kiril Waschmann 10 Aguiar y Osimani 4 | Reporte Pts Reb Asts | Estadísticas 22 Jeremis Smith 11 Jeremis Smith 8 Jeremis Smith | Pabellón: Palacio Peñarol |  |  |
| Serie: 0 - 2       |                                                                      |                      |                                                                |                           |  |  |
|                    |                                                                      |                      |                                                                |                           |  |  |

| 24 de abril, 21:15 | Aguada                                                           | 75–95                | Defensor Sporting                                                  | Montevideo                |  |  |
|                    | Parciales: 22 - 23, 14 - 27, 22 - 15, 21 - 30                    |                      |                                                                    |                           |  |  |
|                    | Estadísticas Jeremis Smith 20 Jeremis Smith 11 Gustavo Barrera 5 | Reporte Pts Reb Asts | Estadísticas 17 Cabot y Haller 14 Kiril Waschmann 9 Martín Osimani | Pabellón: Palacio Peñarol |  |  |
| Serie: 2 - 1       |                                                                  |                      |                                                                    |                           |  |  |
|                    |                                                                  |                      |                                                                    |                           |  |  |

| 28 de abril, 20:15 | Defensor Sporting                                                | 92–108               | Aguada                                                                            | Montevideo                |  |  |
|                    | Parciales: 19 - 32, 20 - 30, 26 - 24, 27 - 22                    |                      |                                                                                   |                           |  |  |
|                    | Estadísticas Mauricio Aguiar 25 Federico Haller 5 Marcos Cabot 9 | Reporte Pts Reb Asts | Estadísticas 25 Demina Álvarez y Jeremis Smith 10 Jeremis Smith 8 Gustavo Barrera | Pabellón: Palacio Peñarol |  |  |
| Serie: 1 - 3       |                                                                  |                      |                                                                                   |                           |  |  |
|                    |                                                                  |                      |                                                                                   |                           |  |  |

### Final
Hebraica y Macabi - Aguada
| 9 de mayo, 21:15 | Hebraica y Macabi                                              | 89–76                | Aguada                                                            | Montevideo                |  |  |
|                  | Parciales: 21 - 15, 19 - 23, 26 - 13, 23 - 25                  |                      |                                                                   |                           |  |  |
|                  | Estadísticas Luciano Parodi 26 Jimmy Boston 9 Luciano Parodi 8 | Reporte Pts Reb Asts | Estadísticas 24 Demian Álvarez 10 Jeremis Smith 8 Gustavo Barrera | Pabellón: Palacio Peñarol |  |  |
| Serie: 1 - 0     |                                                                |                      |                                                                   |                           |  |  |
|                  |                                                                |                      |                                                                   |                           |  |  |

| 12 de mayo, 21:15 | Aguada                                                             | 88–84                | Hebraica y Macabi                                                        | Montevideo                |  |  |
|                   | Parciales: 23 - 15, 21 - 20, 26 - 26, 18 - 23                      |                      |                                                                          |                           |  |  |
|                   | Estadísticas Gustavo Barrera 20 Dwayne Curtis 10 Gustavo Barrera 6 | Reporte Pts Reb Asts | Estadísticas 30 Leandro García Morales 14 Jaime Lloreda 6 Luciano Parodi | Pabellón: Palacio Peñarol |  |  |
| Serie: 1 - 1      |                                                                    |                      |                                                                          |                           |  |  |
|                   |                                                                    |                      |                                                                          |                           |  |  |

| 16 de mayo, 21:15 | Hebraica y Macabi                                              | 98–62                | Aguada                                                          | Montevideo                |  |  |
|                   | Parciales: 22 - 14, 25 - 15, 21 - 17, 30 - 16                  |                      |                                                                 |                           |  |  |
|                   | Estadísticas Jaime Lloreda 17 Jaime Lloreda 12 Michael Hicks 5 | Reporte Pts Reb Asts | Estadísticas 14 Demian Álvarez 9 Jeremis Smith 4 Demian Álvarez | Pabellón: Palacio Peñarol |  |  |
| Serie: 2 - 1      |                                                                |                      |                                                                 |                           |  |  |
|                   |                                                                |                      |                                                                 |                           |  |  |

| 19 de mayo, 21:15 | Aguada                                                          | 89–91                | Hebraica y Macabi                                                        | Montevideo                |  |  |
|                   | Parciales: 25 - 20, 20 - 19, 19 - 21, 18 - 22 (T.E.: 7 - 9)     |                      |                                                                          |                           |  |  |
|                   | Estadísticas Demian Álvarez 30 Jeremis Smith 8 Demian Álvarez 7 | Reporte Pts Reb Asts | Estadísticas 21 Leandro García Morales 15 Michael Hicks 7 Luciano Parodi | Pabellón: Palacio Peñarol |  |  |
| Serie: 1 - 3      |                                                                 |                      |                                                                          |                           |  |  |
|                   |                                                                 |                      |                                                                          |                           |  |  |

| 22 de mayo, 21:15 | Hebraica y Macabi                                                         | 78–93                | Aguada                                                             | Montevideo                |  |  |
|                   | Parciales: 19 - 18, 17 - 24, 23 - 24, 19 - 27                             |                      |                                                                    |                           |  |  |
|                   | Estadísticas Leonardo García Morales 31 Jaime Lloreda 12 Luciano Parodi 5 | Reporte Pts Reb Asts | Estadísticas 20 Gustavo Barrera 12 Jeremis Smith 9 Gustavo Barrera | Pabellón: Palacio Peñarol |  |  |
| Serie: 3 - 2      |                                                                           |                      |                                                                    |                           |  |  |
|                   |                                                                           |                      |                                                                    |                           |  |  |

| 29 de mayo, 21:15 | Aguada                                                          | 92–91                | Hebraica y Macabi                                                         | Montevideo                |  |  |
|                   | Parciales: 21 - 26, 13 - 6, 24 - 26, 24 - 24 (T.E.: 10 - 9)     |                      |                                                                           |                           |  |  |
|                   | Estadísticas Jeremis Smith 23 Jeremis Smith 13 Demian Álvarez 7 | Reporte Pts Reb Asts | Estadísticas 21 Leandro García Morales 12 Jaime Lloreda 13 Luciano Parodi | Pabellón: Palacio Peñarol |  |  |
| Serie: 3 - 3      |                                                                 |                      |                                                                           |                           |  |  |
|                   |                                                                 |                      |                                                                           |                           |  |  |

| 2 de junio, 21:15 | Hebraica y Macabi                                                      | 82–56                | Aguada                                                          | Montevideo                |  |  |
|                   | Parciales: 27 - 27, 16 - 5, 21 - 15, 18 - 9                            |                      |                                                                 |                           |  |  |
|                   | Estadísticas Jaime Lloreda 29 Sebastián Izaguirre 14 Luciano Parodi 10 | Reporte Pts Reb Asts | Estadísticas 14 Demian Álvarez 12 Jeremis Smith 5 Jeremis Smith | Pabellón: Palacio Peñarol |  |  |
| Serie: 4 - 3      |                                                                        |                      |                                                                 |                           |  |  |
|                   |                                                                        |                      |                                                                 |                           |  |  |

Hebraica y Macabi

Campeón

Tercer título